# Platz ohne Namen
Der Platz ohne Namen (abgekürzt: PoN) ist ein Platz in Hamburg. Er wird auch Glücksburger Platz genannt. Durch ihn verläuft die Grenze von Altona-Nord zu Eimsbüttel. In den Platz münden Eimsbütteler Straße, Glücksburger Straße, Ophagen, Pinneberger Weg, Sandweg und Sophienallee.
Die Stadt Hamburg überließ den Platz lange sich selbst und stattete ihn nicht mit einem offiziellen Namen oder einer Beschilderung aus. Eine Nachbarschaftsinitiative versucht, den Platz wiederzubeleben und das Miteinander zu fördern.
Der Platz ohne Namen ist gut mit öffentlichen Verkehrsmitteln zu erreichen, er liegt etwa fünf Minuten zu Fuß vom Bahnhof Emilienstraße entfernt.
2014 nahm die Nachbarschaftsinitiative an einem Online-Wettbewerb des Fernsehsenders arte teil, um die britische Indie-Rockband Maxïmo Park für ein Hauskonzert an den Platz ohne Namen zu holen. Obwohl das Online-Voting gewonnen wurde, entschied sich die arte-Jury gegen den PoN.